# 牧牛者大経
『牧牛者大経』（ぼくぎゅうしゃだいきょう、巴: Mahāgopālaka-sutta, マハーゴーパーラカ・スッタ）とは、パーリ仏典経蔵中部に収録されている第33経。『大放牛経』（だいほうぎゅうきょう）、『大牧牛者経』（だいぼくぎゅうしゃきょう）とも。
類似の伝統漢訳経典としては、『放牛経』（大正蔵123）等がある。
釈迦が、比丘たちに、仏道を牛飼いに喩えて説く。

## 日本語訳
- 『南伝大蔵経・経蔵・中部経典1』（第9巻） 大蔵出版
- 『パーリ仏典 中部（マッジマニカーヤ）根本五十経篇II』 片山一良訳 大蔵出版
- 『原始仏典 中部経典1』（第4巻） 中村元監修 春秋社